# Birgit Heeb-Batliner
Pour les articles homonymes, voir Batliner et Heeb.
Birgit Heeb-Batliner, née le 14 octobre 1972 à Mauren, est une skieuse liechtensteinoise.

## Palmarès

### Coupe du monde
- Meilleur classement final: 30e en Coupe du monde 2000.
- 1 victoire en slalom géant

### Saison par saison
- Coupe du monde 2003 :
  - Slalom géant : 1 victoire (Park City (États-Unis))